# Balaana centrosa
Balaana centrosa är en tvåvingeart som beskrevs av Christine Lynette Lambkin och Yeates 2003. Balaana centrosa ingår i släktet Balaana och familjen svävflugor. Inga underarter finns listade i Catalogue of Life.